# Programme d'initiative communautaire Urban
Pour les articles homonymes, voir Urban (homonymie).
Les Programmes d'initiative communautaire Urban sont des programmes d'action de l'Union européenne destinés à assurer le développement durable et équilibré de villes ou de quartiers en crise. Ils ont été mis en œuvre de 1994 à 2006 et ont été cofinancés par le Fonds européen de développement régional (Feder). 
Une première phase, Urban I, s'est déroulée dans la période 1994-1999, et la deuxième intéresse la période 2000-2006. L'enveloppe financière pour Urban II s'élèvait à 728,3 millions d'euros, le financement du Feder pouvant atteindre jusqu'à 75 % du coût d'une opération. En France, neuf programmes ont été proposés : Bastia, Bordeaux / Cenon / Floirac, Grigny / Viry-Châtillon, Clichy-sous-Bois / Montfermeil, le Mantois, le Val de Seine, Le Havre, Strasbourg et Grenoble, pour un montant de 102 millions d'euros.
Les interventions consistent aussi bien en investissements matériels tels que rénovation de bâtiments et d'espaces publics, utilisation d'énergies renouvelables ou développement de transports en commun, qu'en investissements humains comme les initiatives en faveur de l'emploi ou l'amélioration des systèmes d'éducation et de formation pour les groupes les plus défavorisés.
Un programme d'échange d'expériences entre les différentes villes participant à Urban a été mis en place en 2002 sous le nom d'Urbact.
Le programme Urban a été intégré au cadre général de la politique régionale européenne à partir de 2007.